# بيرسي سانت
بيرسي سانت (بالإنجليزية: Percy Saint) هو مُحرِّر ومحامي وصحفي وقاضي وسياسي أمريكي، ولد في 8 مايو 1870 في فرانكلين في الولايات المتحدة، وتوفي في 13 أغسطس 1958 في نيو أورلينز في الولايات المتحدة. حزبياً، نشط في الحزب الديمقراطي. وقد انتخب عضو مجلس نواب لويزيانا.

## المسيرة السياسية والتشريعية
شغل بيرسي سانت منصب عضو في مجلس نواب ولاية لويزيانا خلال أوائل القرن العشرين، وكان معروفًا بمواقفه المحافظة ضمن صفوف الحزب الديمقراطي في تلك الفترة. تركّز نشاطه التشريعي على قضايا الإصلاح القضائي وتحسين الإدارة المحلية. لاحقًا، تم تعيينه قاضيًا في إحدى محاكم لويزيانا، حيث عُرف بصرامته القانونية والتزامه بالإجراءات الدستورية. كما عمل أيضًا كمحرر قانوني، وساهم في تطوير بعض النصوص القانونية والتعليمية الخاصة بمهنة المحاماة في الولاية. وتُعد مشاركته في الحياة العامة نموذجًا للنخبة المحلية التي جمعت بين القانون والسياسة في جنوب الولايات المتحدة خلال فترة ما بعد إعادة الإعمار.